# Liste der National Historic Landmarks in Oregon

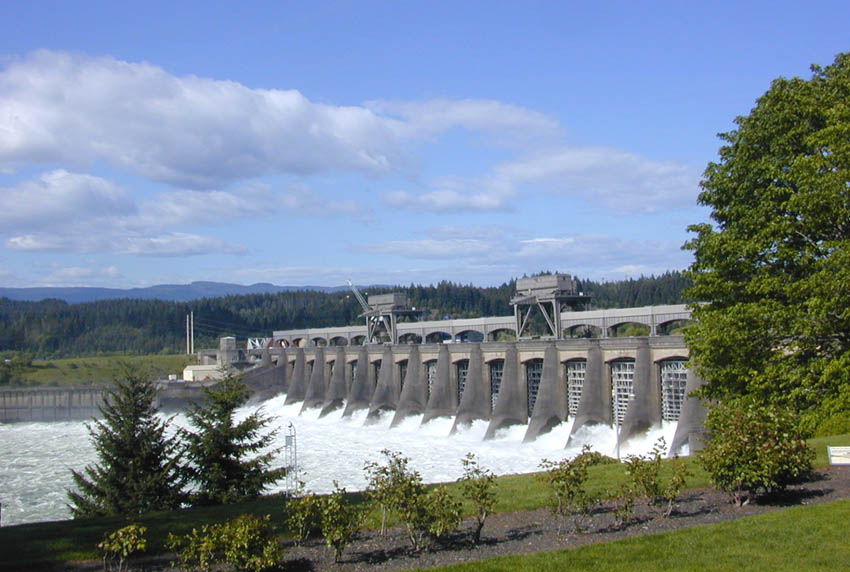
Der Bonneville Dam liegt auf der Staatsgrenze zwischen Oregon und Washington.

Die Liste der National Historic Landmarks in Oregon nennt die Schutzgebiete, die im US-Bundesstaat Oregon als National Historic Landmark (NHL) eingestuft sind und unter der Aufsicht des National Park Service stehen. Oregon verfügt über 16 solche Stätten, von denen zwei in andere Bundesstaaten reichen. Eine Stätte wurde aufgrund ihrer Zerstörung von der Liste gestrichen. Diese Liste führt die Objekte nach den amtlichen Bezeichnungen im National Register of Historic Places.

## Legende
| NHL  | National Historic Landmark          |
| NHLD | National Historic Landmark District |

## Derzeitige NHLs in Oregon
|    | Name der Landmarke                            | Bild | Jahr          | Ort                                                             | County                            | Beschreibung |
| -- | --------------------------------------------- | --- | ------------- | --------------------------------------------------------------- | --------------------------------- | --- |
| 1  | Bonneville Dam Historic District              | Luftphotographie des Bonneville Dams an einem sonnigen Tag; sichtbar sind der Staudamm, die Einrichtungen und die Landstraßen beiderseits des Flusses und die umgebende Columbia River Gorge. | 30. Juni 1987 | Bonneville 45° 37′ 56,1″ N, 121° 57′ 14,8″ W                    | Multnomah und Skamania (WA)       | In den 1930er Jahren erbaut, um den Columbia River zur Elektrizitätsgewinnung zu regulieren, war dieses Wasserkraftwerk die erste Anlage, deren Fallhöhe ausreichte, um 500.000 kW Leistung zu erbringen. Der NHL-Distrikt umfasst den Staudamm und andere Bestandteile des Staudammprojektes, einschließlich des Generatorhauses #1, der Schleuse für die Schifffahrt, der Fischtreppe sowie der Fischzuchtstation. |
| 2  | Columbia River Highway                        | Ansichtsphotographie über die Columbia River Gorge von Crown Point, Oregon, wobei ein Teil des Columbia River Highways an einer steilen Klippe in Vordergrund sichtbar ist.                   | 16. Mai 2000  | 45° 36′ N, 122° 0′ W                                            | Multnomah, Hood River und Wasco   | Der zwischen 1913 und 1922 erbaute Highway war die erste zu touristischen Zwecken erbaute Fernstraße in den Vereinigten Staaten. Die Strecke ermöglichte den Zugang zur Columbia River Gorge und ist ein Beispiel für Pionierleistungen im modernen Straßenbau. Sie ist das wichtigste Werk des Bauingenieurs und Landschaftsarchitekten Samuel C. Lancaster. |
| 3  | Crater Lake Superinten- dent's Residence      | Photographie der Crater Lake Superintendent's Residence, welche die aus großen Steinen erbauten Wände und hölzernen Giebel zeigt.                                                             | 28. Mai 1987  | Crater Lake National Park 42° 53′ 56,1″ N, 122° 8′ 11,5″ W      | Klamath                           | Die Munson-Valley-Siedlung aus den 1930er Jahren war einst einer der herausragendsten Entwürfe von Einrichtungen des National Park Service. Das Haus des Superintendenten ist das einzige Bauwerk der Siedlung, das noch in nahezu unverändertem Zustand erhalten blieb. Bei seiner Errichtung wurden ungewöhnliche Methoden angewendet, die auf die sehr kurze frostfreie Zeit am Crater Lake Rücksicht nehmen musste. |
| 4  | Deady and Villard Halls, University of Oregon | Photographie von Villard Hall. | 5. Mai 1977   | Eugene 44° 2′ 40,9″ N, 123° 4′ 31″ W                            | Lane                              | 1876 beziehungsweise 1886 fertiggestellt sind Deady und Villard Hall die ersten beiden fertiggestellten Gebäude der University of Oregon. Bei Deady Hall handelt es sich um einen vereinfachten italienisch anmutenden Baustil mit Mansarddach und Türmen; Villard Hall weist Merkmale des Second Empire auf und ist eines der wenigen noch im Westen der Vereinigten Staaten existierenden akademischen Bauwerke seiner Zeit.                                                                                              |
| 5  | Fort Astoria Site                             | Künstlerische Darstellung von Fort Astoria, wie es kurz nach seiner Errichtung ausgesehen haben mag.                                                                                          | 5. Nov. 1961  | Astoria 46° 11′ 9,7″ N, 123° 49′ 34,3″ W                        | Clatsop                           | John Jacob Astor versuchte die Vorherrschaft der Briten im Pelzhandel im Pazifischen Nordwesten zu brechen, als er 1811 den Bau dieses Forts in Auftrag gab. Dieses wurde später zu einem wichtigen Eckpfeiler der Gebietsansprüche der Vereinigten Staaten auf das Oregon Country. Astor verkaufte das Fort 1813 an die British North West Company. |
| 6  | Fort Rock Cave                                | Photographie der archäologischen Ausgrabungen von Fort Rock Cave, Werkzeuge und Messinstrumente in einem felsigen Ausgrabungsgebiet.                                                          | 20. Jan. 1961 | Fort Rock 43° 22′ 14,7″ N, 121° 3′ 57,5″ W                      | Lake                              | In dieser Höhle fanden die Archäologen die Sandalen von Fort Rock, die ältesten von Menschen hergestellten Artefakte in Amerika. Durch diese werden die handwerklichen Fähigkeiten der frühen Indianer Nordamerikas verdeutlicht. Die Besiedlung der Stätte wurde auf das Jungpaläolithikum vor etwa 11.000 Jahren datiert. |
| 7  | Jacksonville Historic District                | Lithographie von Jacksonville aus der Vogelperspektive von 1883, auf der einige Straßen im Zentrum der Stadt erkennbar sind.                                                                  | 13. Nov. 1966 | Jacksonville Historic District 42° 18′ 50″ N, 122° 58′ 0″ W     | Jackson                           | Das 1852 als Bergbausiedlung gegründete Jacksonville wurde damals zum wichtigsten Finanzzentrum im Süden Oregons – bis die neugebaute Eisenbahn den Ort umging. Heute ist diese Gruppe unveränderter Gewerbebauten und Wohnhäuser ein signifikantes Beispiel einer Stadt im US-amerikanischen Binnenland der Mitte des 19. Jahrhunderts. |
| 8  | Kam Wah Chung Company Building                | | 20. Sep. 2005 | John Day 44° 25′ 7″ N, 118° 57′ 25″ W                           | Grant                             | Dieses Gebäude ist eines der herausragendsten Beispiele eines chinesischen Händlers von Waren und Kräutern in den Vereinigten Staaten und für die Rolle, welche die chinesischen Einwanderer bei der Ausdehnung der Vereinigten Staaten nach Westen gespielt haben. |
| 9  | Lightship WAL-604 Columbia                    | Photographie, die das Feuerschiff in seiner vollen Länge zeigt. Auf dem Dock liegend, ist es rot angestrichen und trägt die Inschrift Columbia in weißer Farbe.                               | 20. Dez. 1989 | Astoria 46° 11′ 18,4″ N, 123° 49′ 22,8″ W                       | Clatsop                           | Das 1979 außer Dienst gestellte Feuerschiff WAL-604 war das letzte am Columbia Bar – und überhaupt an der Westküste der Vereinigten Staaten stationierte Feuerschiff. Es ist ein Beispiel für die letzte Generation der Feuerschiffe, die von der U.S. Coast Guard nach 1939 eingeführt wurde. WAL-604 wurde 1950 gebaut und stellte trotz der äußeren Ähnlichkeit eine Abkehr von Schiffbau der Zeit davor dar. |
| 10 | Lower Klamath National Wildlife Refuge        | Photographie eines großen negret, das an einem Kanaltor standing on a canal gate valve im Feuchtland des Lower Klamath National Wildlife Refuge.                                              | 12. Jan. 1965 | Dorris (Kalifornien) 42° 0′ 50″ N, 121° 46′ 20″ W               | Klamath and Siskiyou (California) | Bei diesem 1908 gegründeten Wildreservat handelt es sich um das erste größere den Wildtieren vorbehaltene öffentliche Land; weil das Gebiet im Bereich der Trinkwasseraufbereitung im Einzugsgebiet des Klamath Rivers liegt, ist es ein Beispiel für das Spannungsverhältnis zwischen dem Umweltschutz und wirtschaftlichen Ansprüchen an die Bewirtschaftung öffentlichen Lands. |
| 11 | Oregon Caves Chateau                          | Photographie der Frontfassade des Oregon Caves Chateaus, umgeben von einem Wald, an einem feuchten Tag.                                                                                       | 28. Mai 1987  | Oregon Caves National Monument 42° 5′ 50,9″ N, 123° 24′ 27,1″ W | Josephine                         | Die Anlage in der typischen rustikalen Architektur des National Park Service vereint Bauteile aus bearbeiteten Rindenholz, Rückhaltemauern aus unregelmäßigen Steinen, Fischteiche, Wasserfälle und Gehwege. Die 1934 erbaute Anlage nutzt dabei den begrenzten Raum oberhalb eines Canyon aus und bewahrt zu einem hohen Maß die Integrität seiner Anlage, seines Designs und der dekorativen Ausarbeitung. |
| 12 | Pioneer Courthouse                            | Photographie des Pioneer Courthouses in der Dämmerung, deren goldfarbenes Licht die Kuppel gegen den dunklerwerdenden Himmel abhebt.                                                          | 5. Mai 1977   | Portland 45° 31′ 7,9″ N, 122° 40′ 40,3″ W                       | Multnomah                         | 1875 erbaut und in den 1970er Jahren restauriert, war dieses Bauwerk das erste monumentale Gebäude im Pazifischen Nordwesten. Es war ein föderales Courthouse, ein Zollamt und ein Postamt. |
| 13 | Skidmore/Old Town Historic District           | Photographie der Skidmore Fountain im Skidmore/Old Town Historic District mit dem New Market Block im Hintergrund.                                                                            | 5. Mai 1977   | Portland 45° 31′ 20″ N, 122° 40′ 20″ W                          | Multnomah                         | Einer der eindrucksvollsten Innenstadtbezirke an der Westküste der Vereinigten Staaten befindet sich dort, wo Portland seinen Anfang nahm und erblühte. Die Häuser, die aus der zweiten Hälfte des 19. Jahrhunderts stammen, wurden in verschiedenen Baustilen des Viktorianischen Zeitalters, bei denen gusseiserne Bauteile oftmals verwendet wurden. |
| 14 | Sunken Village Archeo- logical Site           | Photographie eines Korbes aus Zedernrinde, der den guten Erhaltungszustand der Gegenstände verdeutlicht, die an der Stelle gefunden wurden.                                                   | 20. Dez. 1989 | Sauvie Island 45° 40′ N, 122° 50′ W                             | Multnomah                         | Die Überbleibsel dieses Dorfes Chinookan sind außergewöhnlich gut erhalten. Diese Jäger und Sammler unterhielten jedoch ein ausgedehntes Netzwerk zum Tauschhandel und bauten eine der höchsten Bevölkerungsdichten unter den Indianern Nordamerikas auf, hinterließen allerdings wenige Spuren. Die Stelle war der Erosion ausgesetzt und ein Ziel von Plünderung, was durch die Überlagerung mittels einer Steinschüttung zu verhindern versucht wurde. (Die Koordinatenangabe ist aus diesem Grund nur grob angenähert.) |
| 15 | Timberline Lodge                              | Zweiter Stock der Lobby mit massiven Holzträgern und verschiedenen Kunstwerken. | 22. Dez. 1977 | Government Camp 45° 19′ 45,4″ N, 121° 42′ 36,3″ W               | Clackamas                         | US-Präsident Franklin D. Roosevelt weihte 1937 dieses in einer Höhe von 1830 m an der Südflanke des Mount Hood gelegene Hotel ein. Es gilt unter den Objekten der Works Progress Administration als eines der herausragendsten Beispiele der „Gebirgsarchitektur“. |
| 16 | Wallowa Lake Site                             | Photographie von Old Chief Josephs Grabstelle mit den Wallowa Mountains im Hintergrund. | 5. Mai 1989   | Joseph 45° 20′ 4,7″ N, 117° 13′ 17,1″ W                         | Wallowa                           | Die religiösen und kulturellen Werte, die mit dieser traditionellen Siedlung der Nez Percé in Zusammenhang gebraucht werden, existieren fort, obwohl Young Chief Joseph und sein Stamm nach dem Feldzug gegen die Nez Percé aus der Gegend vertrieben wurden. Die ehemalige Siedlung vor dem Hintergrund des glazial entstandenen Wallowa Lakes und des gleichnamigen Berglandes gehört zum Nez Perce National Historical Park.                                                                                             |

## Ehemalige NHL
Die folgende Tabelle nennt eine ehemalige Landmarke in Washington, die diesen Status hatte, aber von der Liste gestrichen wurde.
|   | Name der Landmarke    | Bild                                                                   | Jahr      | Ort                                   | County  | Beschreibung |
| - | --------------------- | ---------------------------------------------------------------------- | --------- | ------------------------------------- | ------- | --- |
| a | Samuel Elmore Cannery | Photographie der Samuel Elmore Cannery, als diese noch in Betrieb war. | 1966–1993 | Astoria 46° 11′ 30″ N, 123° 50′ 45″ W | Clatsop | Die Thunfisch-Konservenfabrik der Marke Bumble Bee war eine der am längsten durchgehend tätigen Fischverarbeitungsfabriken in den Vereinigten Staaten; sie wurde 1898 erbaut und war bis zu ihrer Stilllegung 1980 in Betrieb. Die Thunfischverarbeitung war vom Ende der 1860er Jahre bis nach dem Zweiten Weltkrieg ein Eckpfeiler der Industrie in den nordwestlichen Bundesstaaten. Aufgrund eines Versagens der Statik wurde 1991 entschieden, das Bauwerk abzureißen, es brannte jedoch 1993 vollständig ab und wurde deswegen aus dem NHL-Programm gestrichen. |